# Johannes Bückler
Johannes Bückler (franc. Jean Buckler; supranumit "Schinderhannes"; n. 25 mai 1783, sau în toamna anului 1779 în Miehlen  lângă Nastätten – d. 21 noiembrie 1803, Mainz) a fost un tâlhar german. El a comis 130 de infracțiuni dintre care cele mai multe au fost furturi, șantaj sau jafuri. Johannes Bückler a avut în total 93 de ortaci. Carl Zuckmayer descrie tâlharul din Hunsrück (Taunus) în poezia sa:
- "Das ist der Schinderhannes, Der Lumpenhund, der Galgenstrick, Der Schrecken jedes Mannes, Und auch der Weiber Stück …"
- "Schinderhannes zdrențărosul, bun de spânzurat, este spaima fiecărui bărbat, dar și al femeilor.."

## Date biografice
Numele de "Schinderhannes" (germ. schinden - a jupui) ajută la stabilirea ocupației lui Bückler, care a făcut ucenicia în jupuirea pieilor de animale. Cerecetările din anii 1802, 1803 au arătat că și strămoșii lui din partea tatălui au avut aceași ocupație. Cariera criminală a început-o la vârsta de 15 ani, prin furtul din satul vecin a unui ludovic de aur. În timpul uceniciei a fost de mai multe ori bătut din cauza unor furturi și în cele din urmă este alungat de meșterul Nagel din Bärenbach. După părerea lui Bückler,  el ar fi fost îndreptățit să primească acești bani. În general se spune despre el că Bückler ar fi fost capul bandei de tâlhari. În urma cercetărilor actuale s-a stabilit că această afirmație este falsă. Până la arestarea lui în februarie 1799, Bückler a furat peste 40 de vite și cai. El este bănuit de uciderea a două persoane, a lui Plackenklos și a evreului Seligmann. Investigațiile din timpul procesului însă n-au reușit să dovedească că el ar fi fost făptașul crimei. Abia după evadarea din închisoarea din Simmern/Hunsrück a devenit tâlhar renumit prin jafuri, șantaje. În acțiunile sale ar fi avut cinci complici. Majoritatea jafurilor lui sunt comise contra evreilor, dar la procesul următor nu poate fi acuzat de crimă. Prin anii 1800 a fost un tâlhar vestit, oamenii înstăriți plăteau sau făceau pază, pentru a se apăra contra bandei lui Bückler. Până azi unii sunt de părere că Bückler jefuia numai bogătașii, francezii sau evreii. El însă era considerat în timpul lui o persoană cu trăsături negative și de populația săracă. În timpul ocupației franceze, de cazul lui s-a ocupat personal comisarul general Jollivet. Schinderhannes ca să scape de urmăritori călătorește ca negustor, purtând pseudonimul de Jakob Ofenloch.
La 31 mai 1802, reușește să scape din capcana întinsă de autorități, declarând că este un tânăr care dorește să se înroleze ca soldat. Abia în Limburg el este recunoscut și arestat fiind dus sub o escortă severă la Frankfurt am Main.
În timpul cerecetărilor el declară este de acord să recunoască  faptele sale. După mai multe interogatorii autoritățile franceze hotăresc în noiembrie 1803 în Mainz, executarea lui, acuzația fiind jafuri înarmate.